# ロンドン地下鉄1959形電車
ロンドン地下鉄1959形電車(英:London Underground 1959 Stock)は1959年12月14日にロンドン地下鉄ピカデリー線で営業運転を開始した電車。ノーザン線に転用されたのち、2000年1月27日まで使用された。ロンドン地下鉄の2種類ある車両サイズのうち、小さいほうのサイズの車両群に属する。本項では本形式の試作車であるロンドン地下鉄1956形電車および本形式とほぼ同形態、仕様でセントラル線で使用されたロンドン地下鉄1962形電車についても併せて記載する。3形式合計で1256両が製造された。

## 概要

### 登場の背景
第2次世界大戦により工事が中断された新規路線の建設が戦後に再開され、延伸区間分の所要車両増加分は戦争中に余剰となり保管されていた車両でまかなわれた。これらの車両には営業運転への復帰に先立って修繕が行われたものの、屋外で保管されていたために信頼性が他の車両に比べて低いものが少なくなかった。車両の信頼性向上と輸送力増強のため1938形電車を改良した1952形電車を100編成製造することが1948年に計画され、実物大モックアップが作成されたが、車両製造着手前に乗客数が減少に転じ、1952年に計画は中止された。元遊休車両の信頼性問題は解決されずに残ったため、1954年に再び新型車両をピカデリー線に投入し、同線で戦前、戦中を通じて運用されていた信頼性に大きな問題がない旧型車両を他線に転用する計画が立案された。新型車両は1938形電車を基本としつつ、アルミ車体、ゴムマウント台車、車側灯、室内蛍光灯など各種新機軸を採用していたため、運用試験、乗務員、車両検査員の習熟を目的として1956形7両編成3本が1本ずつ3社に発注された。

### 1956形電車
1956形は4両+3両の7両3編成がそれぞれメトロキャメル、バーミンガム、グロースターに発注され、1957年夏に入線した。各メーカーの車両は共通設計で、併結することもできたが、細部の仕上げに微妙な差があった。当初は量産車登場まで各線で試験運用することが計画されていたが、ピカデリー線のみで運用された。当時のピカデリー線では列車を途中駅で分割する運用が行われていたため、3両編成が単独走行する際の信頼性確保のため中間付随車にコンプレッサーが2台搭載されていた。量産車である1959形電車登場後は量産車に混じって運用され、ノーザン線への転属後、1996年に廃車された。

### 1959形電車
1956形電車の運用実績が好調なことを受け、量産車である1959形電車4両+3両76編成がメトロキャメルに発注された。細部に変更はあるものの、基本仕様は1956形電車と同一である。1938形15編成、1956形3編成と併せた94編成でピカデリー線の全旧型車を置き換える計画だったが、ロンドン東部地域の鉄道路線電化によりセントラル線の乗客急増が予想されたため、最後の57編成は中間電動車1両を追加した4両+4両の8両編成でセントラル線用に投入された。セントラル線用の57編成は1962年以降1962形電車に置き換えられ、各編成中7両は予定されていた通り1964年までにピカデリー線に転属し、編成からはずされた中間電動車は1962形に組み込まれた。ピカデリー線のヒースロー空港への延伸に伴い全車両を新製される1973形電車に置き換えることとなり、1956形と1959形は1975年から1979年にかけて全車がノーザン線に移動、同線の1972形電車2次車全車をベーカールー線、ジュビリー線に転属させ、ノーザン線の1938形電車を廃車した。1985年から1989年にかけ、輸送需要の変化に応じて数編成がベーカールー線で運用された。1998年6月12日から1995形電車への置き換えが始まり、2000年1月27日に最後の編成が営業運転から外れ、全車廃車された。

### 1962形電車
セントラル線の輸送改善には新型車の投入が計画され、試作車として1960形電車3編成が製造、試験が行われていたが、輸送力を急激に増加させる必要から1960年から1962年にかけて当時製造中の1959形電車を暫定的に投入し、次いでセントラル線用に製造された1959形電車と同仕様の1962形電車4両+4両84編成と4両編成1本を投入する計画に改められた。1962形は当初電動車をバーミンガムで、付随車をイギリス国鉄ダービー工場で製造する予定だったが、バーミンガムの製造能力が不足したことから、電動車は全車メトロキャメルで製造された。当初予定されていた車両に続けて、1960形電車置換用に4両+4両3編成と、ピカデリー線アルドウィッチ支線用に3両編成1本が製造された。終始セントラル線で運用されたが、1993年4月から1992形電車への置き換えが始まり、6編成が1956形の置換用などとしてノーザン線に転属、ごく一部が事業用として残された他は1996年までに全車が運用から外れ、廃車された。
本文中の車両形式略号などはロンドン地下鉄の車両形式および車両番号の付与方法を参照のこと。

## 外観
中央部2か所が両開き、車端部2か所が片開きの片側4扉、ドア間窓4枚で、先頭車はドア1か所分を運転室としているため3扉である。アルミ車体をロンドン地下鉄の小断面車両（チューブ）として初めて採用し、特殊な事例を除き、無塗装で使用された。1956形は正面右側に5灯のマーカーライトがあることが1959形、1962形との外観上の相違点である。1959形は尾灯がヘッドライトの右側、1962形は左側にあることで識別できる。ロンドン地下鉄で初めて正面貫通路上に行先方向幕を備えた。1956形は当初屋根も無塗装だったが、のちに量産車同様グレーに塗装されている。

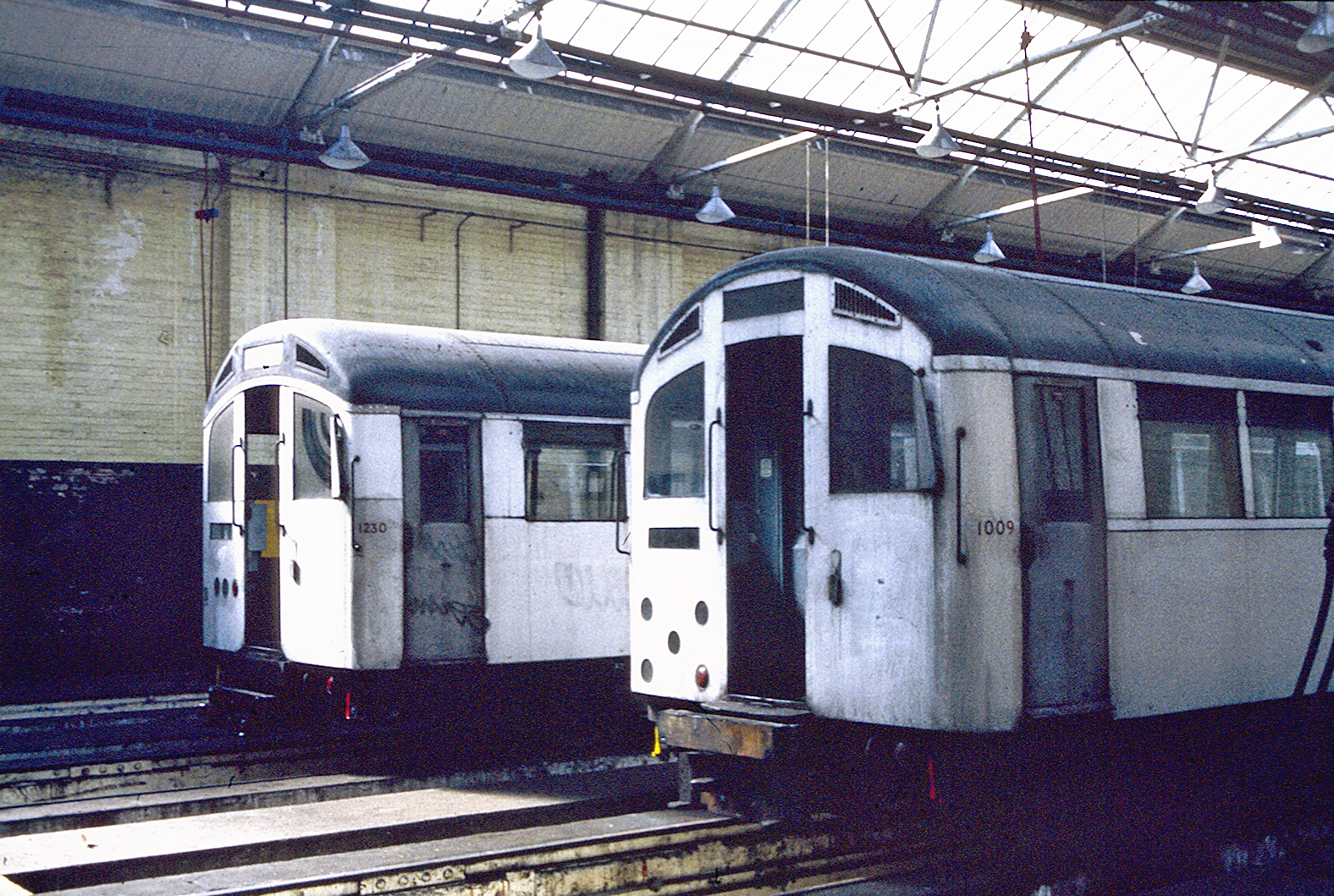
1959形（左）と1956形。ヘッドライト、マーカーライトが異なる。
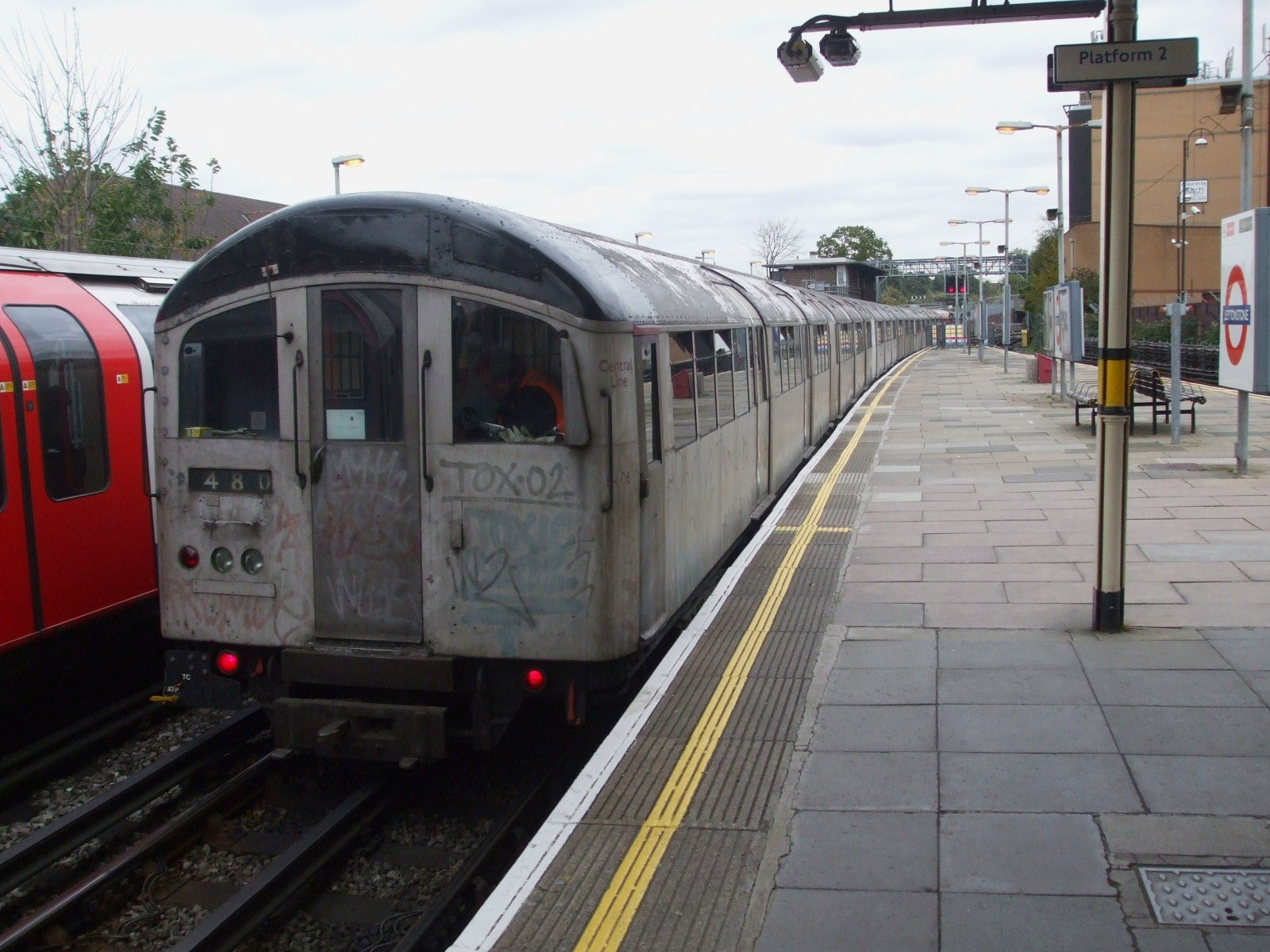
事業用として残っている1962形電車。2008年撮影。尾灯が車両外側にある。
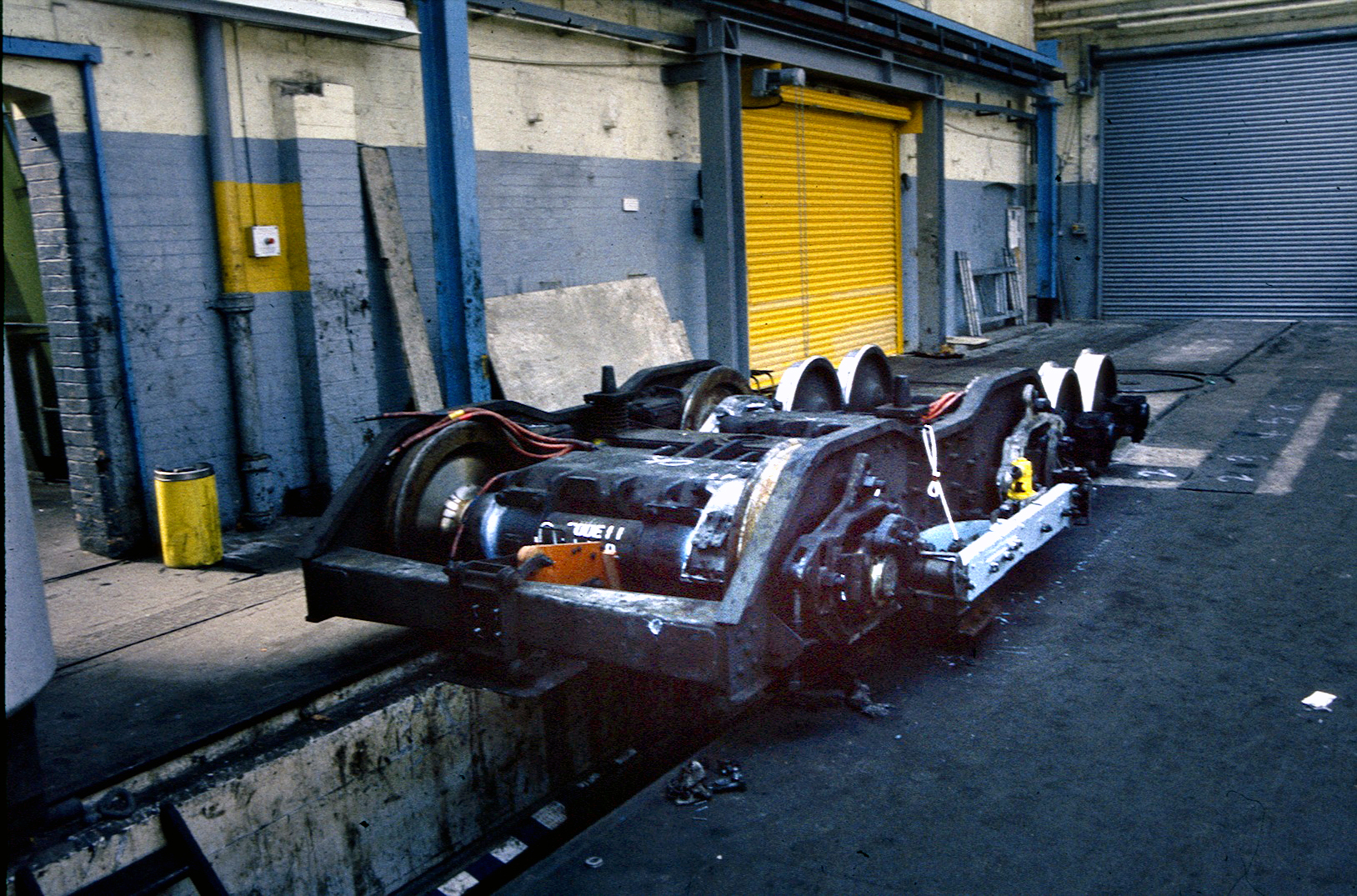
1959形台車。軸ばねと枕ばねにゴムを採用している。

## 内装

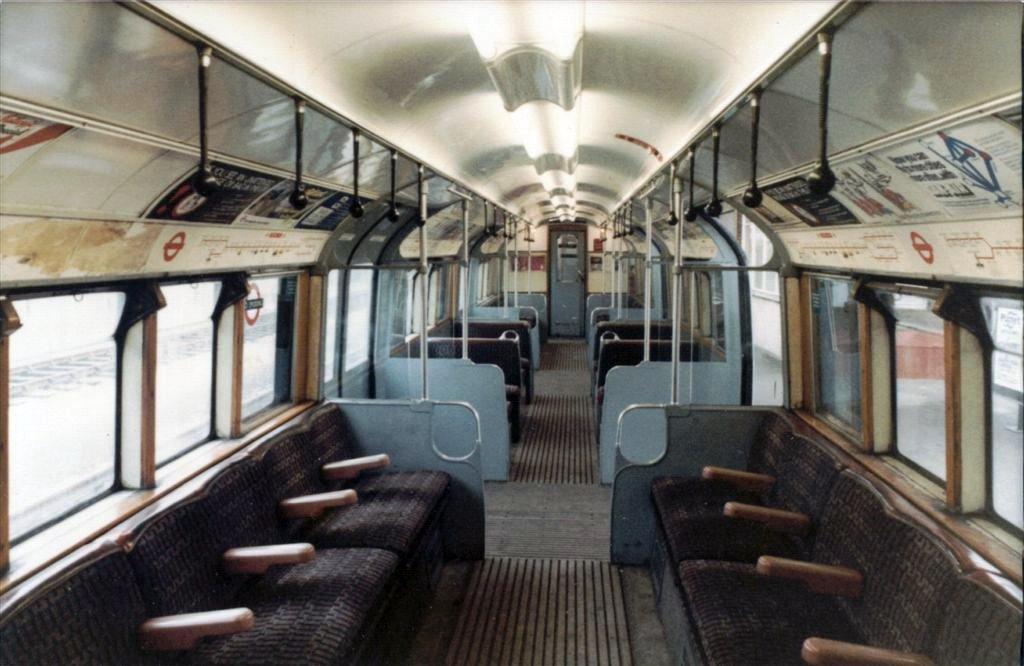
1962形電車の車内

車体中央部に左右各2組のボックスシートを備え、それ以外はロングシートである。壁面は青緑色、天井は白に塗装され、室内灯は蛍光灯を初めて採用したが、照度確保のため車両中央に2列並行に配置された。

## 編成
ピカデリー線、ノーザン線用は4両+3両、セントラル線用は4両+4両で運用された。4両編成はDM（制御電動車）+T（付随車）+NDM（中間電動車）+DM（制御電動車）で、3両編成はNDMを抜いた形で構成される。ADMは北向制御電動車、DDMは南向制御電動車を表し、ADMの番号でユニットを代表することがある。1970年から1971年にかけて一部付随車に給電軌道の霜を溶かすための防氷装置が追加され、車両番号にDe-Icingを意味するDが追記された。1956形には当初40000番台の車両番号が付番されていたが、1959形登場後に1959形と連番になるよう改番された。4両+3両、4両+4両の各編成の組み合わせは一定ではなく、適宜組み合わせを変えて運用されていた。

### 1956形番号体系
|          | 'A' DM            | T                 | NDM               | 'D' DM            | 'A' DM            | T                 | 'D' DM            | 製造者                                   |
| -------- | ----------------- | ----------------- | ----------------- | ----------------- | ----------------- | ----------------- | ----------------- | ---------------------------------------- |
| 製造当初 | 40000 40001 40002 | 45000 45002 45004 | 44000 44001 44002 | 43000 43001 43002 | 42000 42001 42002 | 45001 45003 45005 | 41000 41001 41002 | メトロキャメル バーミンガム グロースター |
| 改番後   | 1000 1004 1008    | 2000 2004 2008    | 9001 9005 9009    | 1001 1005 1009    | 1002 1006 1010    | 2002 2006 2010    | 1003 1007 1011    |                                          |

### 1959形番号体系
| 'A' DM             | T                  | NDM                 | 'D' DM             |
| ------------------ | ------------------ | ------------------- | ------------------ |
| 1012-1314 （偶数） | 2012-2314 （偶数） | 9013-9313 （4番毎） | 1013-1315 （奇数） |

4両ユニットと3両ユニットは1012-2012-9013-1013は4両、1014-2014-1015は3両、の様に交互に付番されている。

### 1962形番号体系
| 'A' DM             | T                  | NDM                | 'D' DM             |
| ------------------ | ------------------ | ------------------ | ------------------ |
| 1400-1750 （偶数） | 2400-2750 （偶数） | 9401-9749 （奇数） | 1401-1751 （奇数） |

最後の1編成が3両編成であるため、中間電動車は1両少なくなっている。

## 特殊塗装など

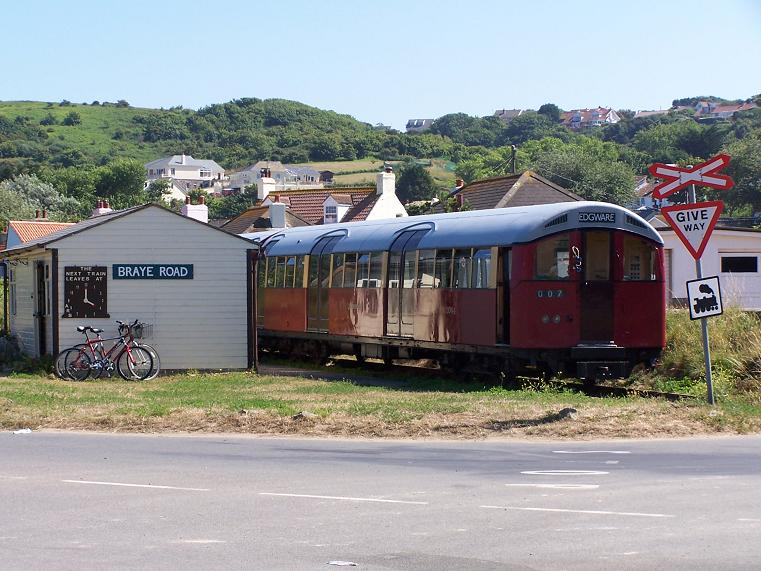
記念塗装車（保存車両）

ロンドン地下鉄の電気運転100周年を記念して、1028のユニットと1043のユニットが1990年に1923年制定の赤い車体、茶色のドア、窓周りクリーム色の塗り分けに外装が、セルリアンブルーに内装が塗装された。
1990年代以降にロンドン地下鉄全車両に施される内装更新の試作改造が1028と1043のユニットに1993年に施工され、1992形電車などと同様の白い車体に赤いドア、車体裾部青のロンドン地下鉄標準塗装とされた。